# DRB (automerk)
DRB is een kleinschalig Australisch automerk. Het bedrijf, dat officieel GT40 Australia heet, bouwt replica's van de Amerikaanse Ford GT40 en de Britse AC Cobra. DRB is gevestigd in Yatala, een dorpje in Queensland. Het bedrijf heeft geen invoerders in de Benelux en Suriname.

## Modellen
- Cobra
- GT40

Alpha Sports ·
Amuza ·
Australian Kitcar ·
Birchfield ·
Bolwell ·
Carbontech ·
Classic Glass ·
Classic Revival ·
Cobra Craft · 
Daktari ·
Daytona ·
Deuce Customs ·
Devaux · 
DRB · 
Elfin · 
G-Force ·
Holden ·
Homebush · 
Kraftzwerk ·
Max Fx · 
Piper ·
PRB · 
Python ·
RCM ·
RMC ·
Roaring Forties ·
Robnell · 
Sirius